# Tennis als Jocs Olímpics d'estiu de 2016 − Dobles mixts

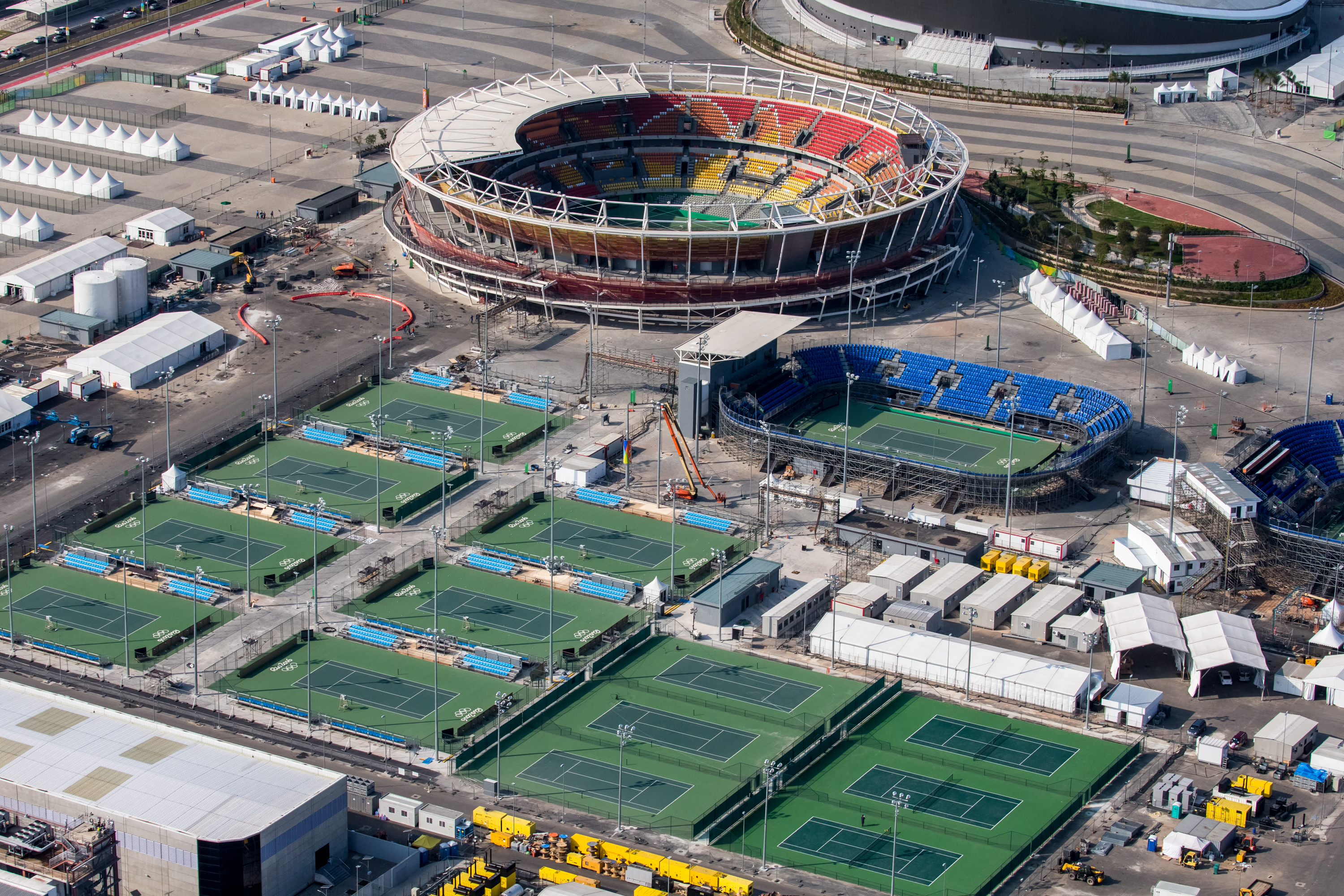
Complex esportiu on es desenvoluparen les proves.

La competició de dobles mixts fou una de les cinc proves del programa de tennis als Jocs Olímpics de Rio de Janeiro de 2016. La prova es va realitzar entre els dies 10 i 14 d'agost de 2016 en el recinte Centro Olímpico de Tenis, situat en el Parque Olímpico da Barra del barri de Barra da Tijuca de la mateixa ciutat, sobre el tipus de superfície DecoTurf. Hi participaren 16 parelles de 12 països diferents.
La primera jornada (10 d'agost) es va cancel·lar a causa de la pluja, de manera que tot el calendari es va desplaçar l'endemà i les dues finals es van disputar el darrer dia 14. La parella formada per Bethanie Mattek-Sands i Jack Sock van derrotar els seus compatriotes Venus Williams i Rajeev Ram en una final íntegrament estatunidenca. Jack Sock va guanyar la segona medalla en aquesta edició dels Jocs Olímpics, ja que també va guanyar la medalla d'argent en la prova de dobles masculins. La seva rival en la final, Venus Williams, lluitava per ser la primera tennista en guanyar la medalla d'or en les tres disciplines de tennis però es quedà a les portes amb la medalla d'argent. Per Williams fou la cinquena medalla olímpica del seu palmarès, la primera que no era d'or, ja que s'havia imposat en la final individual del 2000 i en les de dobles de 2000, 2008 i 2012, però igualment empatà amb la britànica Kathleen McKane com les tennistes amb més medalles olímpiques (1920-1924).

## Calendari
| Agost         | Agost           | Agost      | Agost               | Agost |
| 10            | 11              | 12         | 13                  | 14    |
| 11:00         | 12:00           | 12:00      | 12:00               | 12:00 |
| ------------- | --------------- | ---------- | ------------------- | ----- |
| Primera ronda | Quarts de final | Semifinals | Final de consolació | Final |

## Classificació
| Posició | Nom                             | Delegació    |
| ------- | ------------------------------- | ------------ |
| Or      | Bethanie Mattek-Sands Jack Sock | Estats Units |
| Plata   | Venus Williams Rajeev Ram       | Estats Units |
| Bronze  | Lucie Hradecká Radek Štěpánek   | Txèquia      |
| 4       | Sania Mirza Rohan Bopanna       | Índia        |
| 5       | Teliana Pereira Marcelo Melo    | Brasil       |
| 5       | Irina-Camelia Begu Horia Tecău  | Romania      |
| 5       | Heather Watson Andy Murray      | Regne Unit   |
| 5       | Roberta Vinci Fabio Fognini     | Itàlia       |

## Caps de sèrie
1. Caroline Garcia / Nicolas Mahut (FRA) (1a ronda)
2. Kristina Mladenovic / Pierre-Hugues Herbert (FRA) (1a ronda)
3. Garbiñe Muguruza / Rafael Nadal (ESP) (renúncia)
4. Sania Mirza / Rohan Bopanna (IND) (semifinals, 4a posició)

## Quadre
| 1a ronda | 1a ronda                          | 1a ronda | 1a ronda | 1a ronda |  |    | Quarts de final                | Quarts de final               | Quarts de final | Quarts de final | Quarts de final |  |  | Semifinals | Semifinals                    | Semifinals | Semifinals | Semifinals |  |    | Final                         | Final                     | Final               | Final               | Final               |                     |                     |
|          |                                   |          |          |          |  |    |                                |                               |                 |                 |                 |  |  |            |                               |            |            |            |  |    |                               |                           |                     |                     |                     |                     |                     |
| 1        | Caroline Garcia Nicolas Mahut     | 64       | 6¹       |          |  |    |                                |                               |                 |                 |                 |  |  |            |                               |            |            |            |  |    |                               |                           |                     |                     |                     |                     |                     |
| PI       | Teliana Pereira Marcelo Melo      | 7        | 7        |          |  |    | PI                             | Teliana Pereira Marcelo Melo  | 4               | 4               |                 |  |  |            |                               |            |            |            |  |    |                               |                           |                     |                     |                     |                     |                     |
|          | B. Mattek-Sands Jack Sock         | 6        | 6        |          |  |    | B. Mattek-Sands Jack Sock      | 6                             | 6               |                 |                 |  |  |            |                               |            |            |            |  |    |                               |                           |                     |                     |                     |                     |                     |
|          | Johanna Konta Jamie Murray        | 4        | 3        |          |  |    |                                |                               |                 |                 |                 |  |  |            | B. Mattek-Sands Jack Sock     | 6          | 7          |            |  |    |                               |                           |                     |                     |                     |                     |                     |
| 3        | Garbiñe Muguruza Rafael Nadal     |          |          |          |  |    |                                |                               |                 |                 |                 |  |  | PI         | Lucie Hradecká Radek Štěpánek | 4          | 63         |            |  |    |                               |                           |                     |                     |                     |                     |                     |
| PI       | Lucie Hradecká Radek Štěpánek     | w/o      |          |          |  |    | PI                             | Lucie Hradecká Radek Štěpánek | 6               | 7               |                 |  |  |            |                               |            |            |            |  |    |                               |                           |                     |                     |                     |                     |                     |
|          | A. Radwańska Łukasz Kubot         | 6        | 6¹       | [8]      |  |    | Irina-Camelia Begu Horia Tecău | 4                             | 5               |                 |                 |  |  |            |                               |            |            |            |  |    |                               |                           |                     |                     |                     |                     |                     |
|          | Irina-Camelia Begu Horia Tecău    | 4        | 7        | [10]     |  |    |                                |                               |                 |                 |                 |  |  |            |                               |            |            |            |  |    |                               | B. Mattek-Sands Jack Sock | 63                  | 6                   | [10]                |                     |                     |
| Alt      | Heather Watson Andy Murray        | 6        | 6        |          |  |    |                                |                               |                 |                 |                 |  |  |            |                               |            |            |            |  |    | PI                            | Venus Williams Rajeev Ram | 7                   | 1                   | [7]                 |                     |                     |
|          | Carla Suárez Navarro David Ferrer | 3        | 3        |          |  |    | Alt                            | Heather Watson Andy Murray    | 4               | 4               |                 |  |  |            |                               |            |            |            |  |    |                               |                           |                     |                     |                     |                     |                     |
|          | Samantha Stosur John Peers        | 5        | 4        |          |  | 4  | Sania Mirza Rohan Bopanna      | 6                             | 6               |                 |                 |  |  |            |                               |            |            |            |  |    |                               |                           |                     |                     |                     |                     |                     |
| 4        | Sania Mirza Rohan Bopanna         | 7        | 6        |          |  |    |                                |                               |                 |                 |                 |  |  | 4          | Sania Mirza Rohan Bopanna     | 6          | 2          | [3]        |  |    |                               |                           |                     |                     |                     |                     |                     |
|          | Kiki Bertens Jean-Julien Rojer    | 7        | 63       | [8]      |  |    |                                |                               |                 |                 |                 |  |  | PI         | Venus Williams Rajeev Ram     | 2          | 6          | [10]       |  |    | Final de consolació           | Final de consolació       | Final de consolació | Final de consolació | Final de consolació | Final de consolació | Final de consolació |
| PI       | Venus Williams Rajeev Ram         | 64       | 7        | [10]     |  |    | PI                             | Venus Williams Rajeev Ram     | 6               | 7               |                 |  |  |            |                               |            |            |            |  |    |                               |                           |                     |                     |                     |                     |                     |
| PI       | Roberta Vinci Fabio Fognini       | 6        | 3        | [10]     |  | PI | Roberta Vinci Fabio Fognini    | 3                             | 5               |                 |                 |  |  |            |                               |            |            |            |  | PI | Lucie Hradecká Radek Štěpánek | 6                         | 7                   |                     |                     |                     |                     |
| 2        | Kristina Mladenovic P-H. Herbert  | 4        | 6        | [8]      |  |    |                                |                               |                 |                 |                 |  |  |            |                               |            |            |            |  |    | 4                             | Sania Mirza Rohan Bopanna | 1                   | 5                   |                     |                     |                     |